# Le Sergent X
Pour plus de détails, voir Fiche technique et Distribution.
Le Sergent X (ou Le Désert) est un film français réalisé par Vladimir Strijevski, sorti en 1932.

## Fiche technique
- Titre français : Le Sergent X ou Le Désert
- Réalisation : Vladimir Strijevski
- Scénario : Vladimir Strijevski, A. Loukine, Ivan Loukach et Simon Gantillon
- Décors : Alexandre Lochakoff
- Photographie : Georges Clerc et Nicolas Toporkoff
- Musique : Henri Forterre et René Mercier
- Pays d'origine : France
- Format : Noir et blanc - 1,37:1 - Mono
- Genre : drame
- Date de sortie : 1932

## Distribution
- Ivan Mosjoukine : Jean Renault
- Suzy Vernon : Olga
- Jean Angelo : Chardin
- Bill-Bocketts : Christophe
- Léo Courtois : Grégoire
- Nicole de Rouves : Jeanne